# Honorius IV.

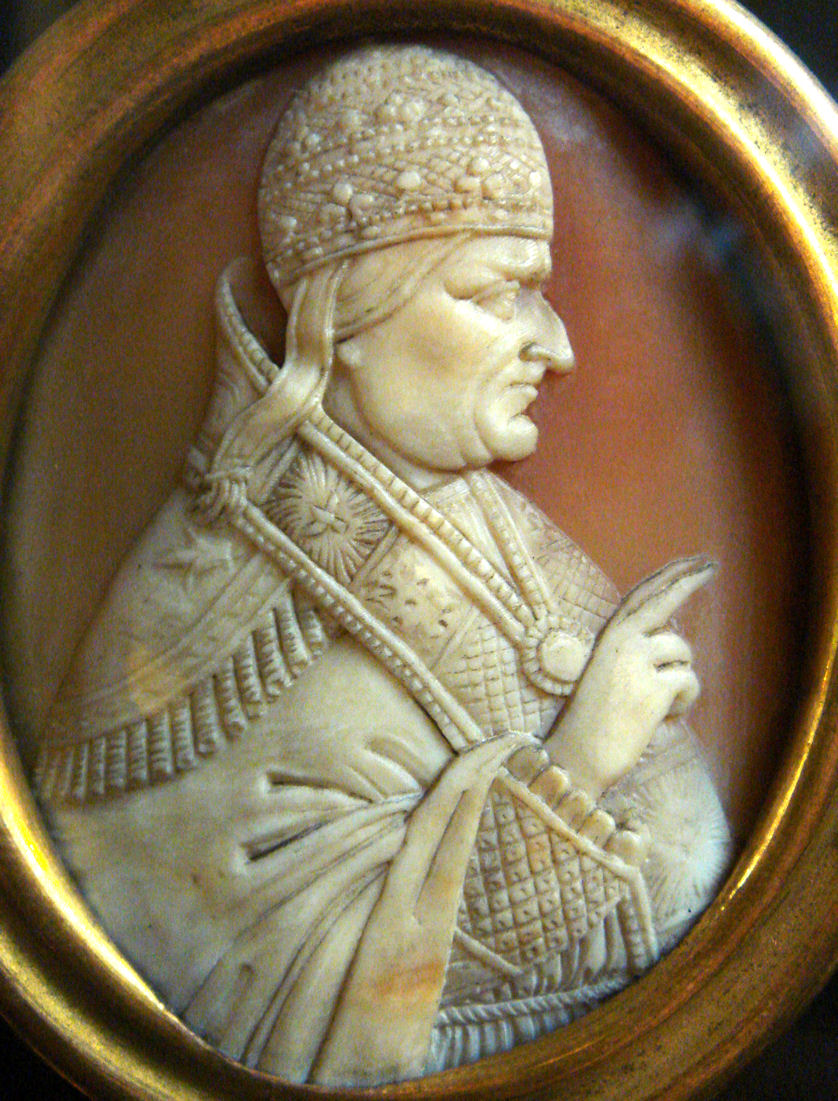
Elfenbeinmedaillon aus der Kathedrale Notre-Dame de Paris mit einer Darstellung von Papst Honorius IV. (18. Jahrhundert)

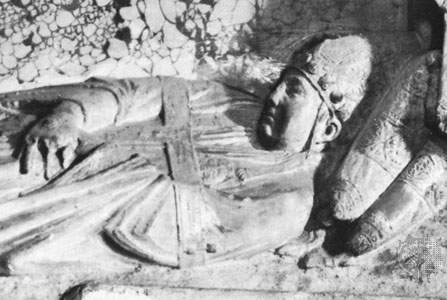
Grab Honorius IV. in Santa Maria in Aracoeli, Rom

Honorius IV., ursprünglich Giacomo Savelli (* um 1210 in Rom; † 3. April 1287 ebenda), war vom 2. April 1285 bis zu seinem Tod römisch-katholischer Papst.

## Leben
Giacomo Savelli war ein Sohn des römischen Senators Luca Savelli und der Giovanna Aldobrandeschi. Die angesehene römische Familie Savelli hatte mit Honorius III., einem Großonkel Giacomos, bereits einen Papst hervorgebracht.
Er studierte in Paris und wurde 1261 unter Papst Urban IV. zum Kardinaldiakon von Santa Maria in Cosmedin erhoben. In dieser Funktion bekleidete er zuletzt das Amt des Kardinalpriesters von Santa Maria in Cosmedin. Zugleich war er römischer Senator auf Lebenszeit.
Nach dem Tod Martins IV. wählten ihn die Kardinäle im Konklave in Perugia nach nur viertägigen Beratungen zum neuen Papst. Honorius IV. war infolge einer Gichterkrankung damals schon an Händen und Füßen nahezu gelähmt. Wenn er am Hochaltar zelebrierte, vermochte er die Hostie nur durch eine mechanische Vorrichtung zu heben.
In seiner kurzen Regierungszeit hatte er sich vor allem um die Sicherheit des Kirchenstaates und die Lage in Sizilien zu kümmern. Sein Vorgänger Martin IV. war schon mit seiner Politik völlig gescheitert. Honorius setzte diese dennoch fort. Er machte sich damit zum Wortführer der Dynastie Anjou. Als eine der ersten Maßnahmen im Amt erklärte Honorius den französischen Angriffskrieg auf Aragon zum Kreuzzug. Karl II. von Anjou, der Sohn Karls von Anjou, wurde auf Sizilien von Jakob von Aragon gefangen gehalten. Für die Freilassung wurde der endgültige Verzicht auf Sizilien verlangt. Honorius lehnte die englischen Friedensverhandlungen zwischen Frankreich und Aragon kategorisch ab und verbot Karl II. den Verzicht auf Sizilien, den dieser in aragonischer Gefangenschaft geleistet hatte. Peter III. von Sizilien wurde natürlich vom Papst gebannt. Honorius fehlte jeder Sinn für politische Realitäten ebenso wie der Wille zu einer friedlichen Lösung. Die Tatsache, dass er auch Jakob von Aragon bannte, interessierte inzwischen niemanden mehr, ebenso wie die Bannung Peters III. Der Bann als Waffe des Papstes hatte seine Wirksamkeit verloren.
Zu Rudolf von Habsburg hielt Honorius eine freundliche Verbindung, vermochte es jedoch nicht, ihm die Kaiserkrönung zu verschaffen. Sie war zwar für den 2. Februar 1287 angesagt, der Plan scheiterte aber durch das Ungeschick des päpstlichen Legaten und am Widerstand der Kurfürsten.
Während seines Pontifikats baute Honorius IV. den von seinem Großonkel Honorius III. auf dem Aventin errichteten Palast zu seiner Residenz aus. Er versuchte auch den damals verödeten Aventin neu zu besiedeln. Letztlich scheiterte dies jedoch an der mangelhaften Wasserversorgung.
Der Universität von Paris bewilligte er die Einrichtung von Lehrstühlen für orientalische Sprachen, besonders die der arabischen. Diese Entscheidung steht im Zusammenhang mit seinen Missionszielen im Bereich des Islams und der östlichen Schismatiker.
Am 22. Dezember 1285  nahm Honorius IV. mit Giovanni Boccamazza (Erzbischof von Monreale) die einzige Kardinalskreierung seines Pontifikates vor. Am 3. April 1287 erlag Honorius IV. nach einem nur zweijährigem Pontifikat den Folgen seines Gichtleidens. Er wurde zunächst in St. Peter beigesetzt, später dann aber in die Familiengruft der Savelli in Santa Maria in Aracoeli umgebettet.